# Aleksandar Ranković (Politiker)

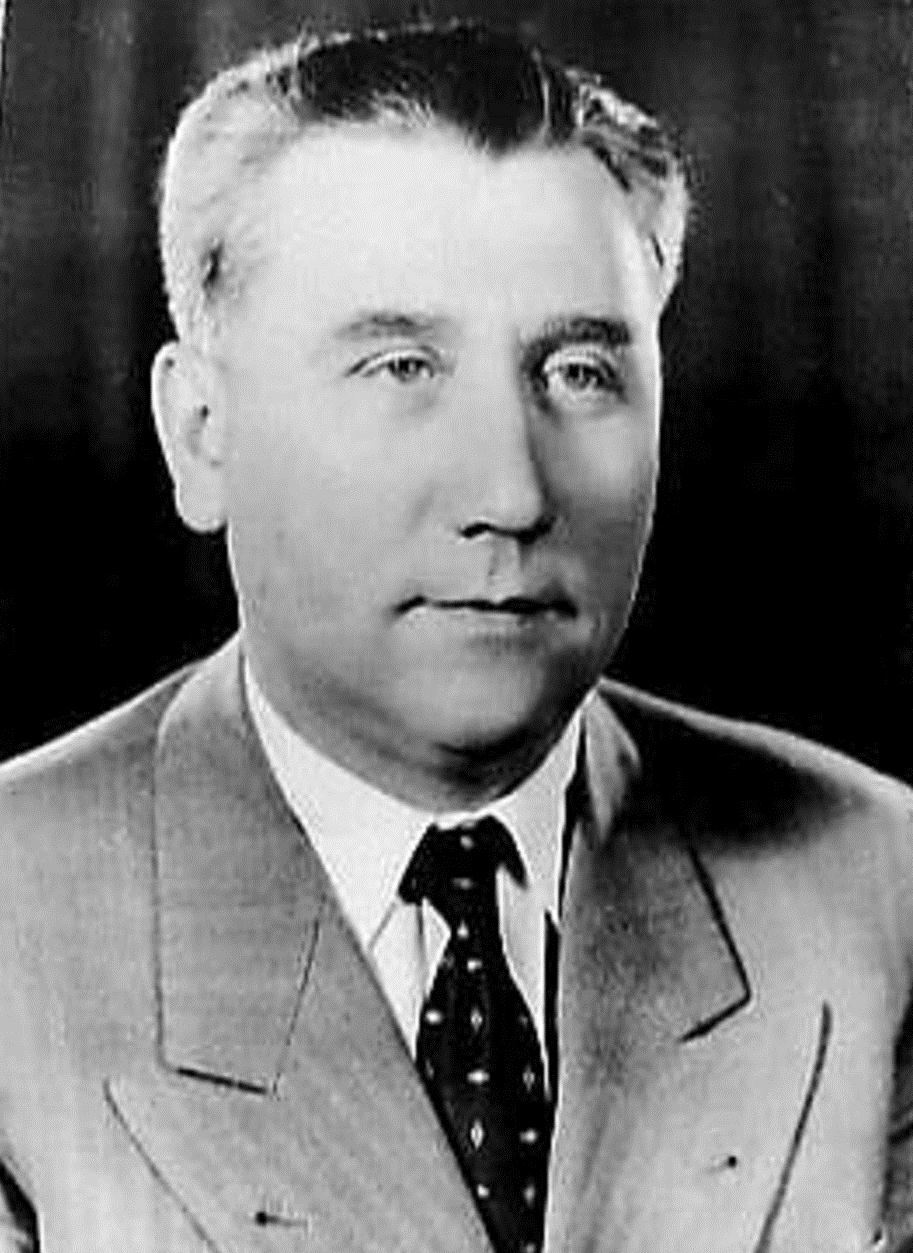
Aleksandar Ranković (1966)

Aleksandar Ranković (serbisch-kyrillisch Александар Ранковић; * 28. November 1909 in Draževac bei Obrenovac, Königreich Serbien; † 20. August 1983 in Dubrovnik, Sozialistische Föderative Republik Jugoslawien) war ein führender Funktionär der Kommunistischen Partei Jugoslawiens und von 1946 bis 1953 der Innenminister Jugoslawiens. 1963 ernannte ihn Tito zum jugoslawischen Vizepräsidenten und machte ihn damit zu seinem potentiellen Nachfolger.
Ranković war seit 1944 Chef der jugoslawischen zivilen und militärischen Geheimpolizei Odjeljenje za zaštitu naroda (OZN) bzw. deren Nachfolgeorganisationen Uprava državne bezbednosti (UDB) und Kontraobaveštajna služba (KOS). Als solcher war er ab 1945 unmittelbar verantwortlich für die Inhaftierung, Folterung und Tötung von Tausenden politischen Gefangenen, vermeintlichen und tatsächlichen Regimegegner, sowie Kollaborateuren, Faschisten und Royalisten aus dem Zweiten Weltkrieg im In- und Ausland.
Aufgrund des ihm vorgeworfenen wiederholten Machtmissbrauchs wurde Ranković 1966 seiner Ämter enthoben und aus der Partei ausgeschlossen. Die Änderungen in der Parteistruktur nach seiner Absetzung sprechen dafür, dass die zunehmende Kontrolle der Partei durch den Geheimdienst entscheidend für seinen Sturz war. Als Vertreter des nationalserbischen Flügels innerhalb der KPJ stand Ranković für einen jugoslawischen Unitarismus mit großserbischen Anzeichen. Seine Entmachtung war ein Sieg des reformbereiten über den konservativen KPJ-Parteiflügel, der die nachfolgende Dezentralisierung und Stärkung der Eigenkompetenzen der jugoslawischen Teilrepubliken ermöglichte und das nationale Leben der Kosovo-Albaner erleichterte.

## Leben

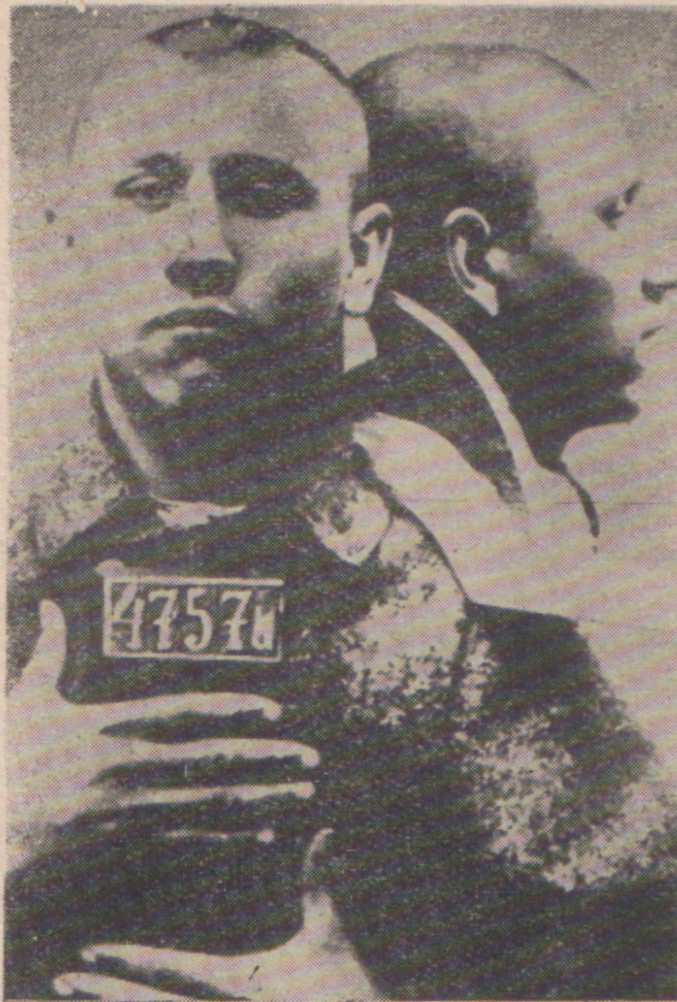
Polizeifoto von Ranković während seiner Haft im Gefängnis von Sremska Mitrovica zur Zeit des Königreichs Jugoslawien (1929)

Ranković wurde 1928 Mitglied der damals noch kleinen Kommunistischen Partei Jugoslawiens (KPJ). 1929 errichtete der jugoslawische König Aleksander I. seine Königsdiktatur, in dessen Folge alle politischen Parteien aufgelöst wurden. Noch im gleichen Jahr wurde Ranković wegen illegaler kommunistischer Tätigkeit verhaftet und soll im Gefängnis Glavnjača gefoltert worden sein. Er wurde zu sechs Jahren Gefängnis verurteilt, die er in den Gefängnissen von Sremska Mitrovica und Lepoglava verbrachte. 1935 wurde er entlassen und leistete seinen Militärdienst bei der königlich-jugoslawischen Armee. 1937 wurde er Mitglied des Zentralkomitees der KPJ und 1940 des Politbüros des ZK.
Nach dem Balkanfeldzug der deutschen Wehrmacht während des Zweiten Weltkriegs war er Teil des kommunistischen Widerstands in Jugoslawien. Sein Deckname innerhalb der Partei war seit Januar 1939 Marko; sein Kampfname Leka (Лека). Als enger Mitarbeiter Titos wurde Ranković am 29. Juli 1941 bei Tag mitten in Belgrad in einem aufsehenerregenden Handstreich aus einem Polizeilazarett befreit, in das er nach seiner Inhaftierung und Folterung durch die Gestapo gebracht worden war. Ranković gehörte dem Generalstab der jugoslawischen Volksbefreiungsarmee an und war ab 1944 Chef der jugoslawischen zivilen und militärischen Geheimpolizei Odjeljenje za zaštitu naroda (OZN) bzw. ab 1946 Chef der Nachfolgeorganisationen Uprava državne bezbednosti (UDB) und Kontraobaveštajna služba (KOS).

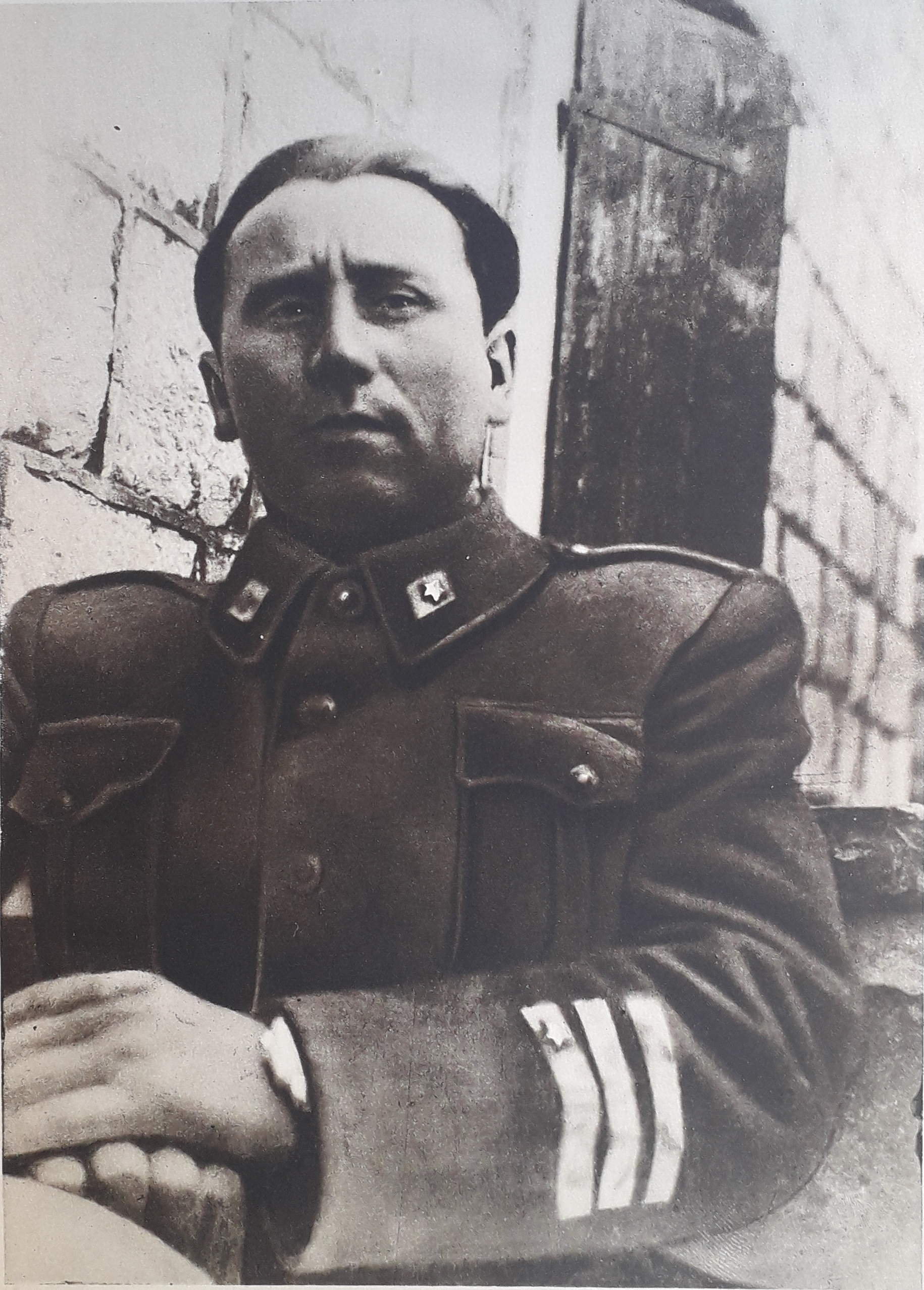
Ranković auf der Insel Vis, 1944

Am 4. Juli 1945 wurde er zum jugoslawischen Volkshelden erklärt.
Nach dem Krieg bekleidete Ranković von 1946 bis 1953 das Amt des Innenministers des neu gegründeten Staates Jugoslawien. Tito ernannte ihn 1963 zum jugoslawischen Vizepräsidenten und machte Ranković damit zur „Person Nr. 2“ Jugoslawiens und zu seinem potentiellen Nachfolger.

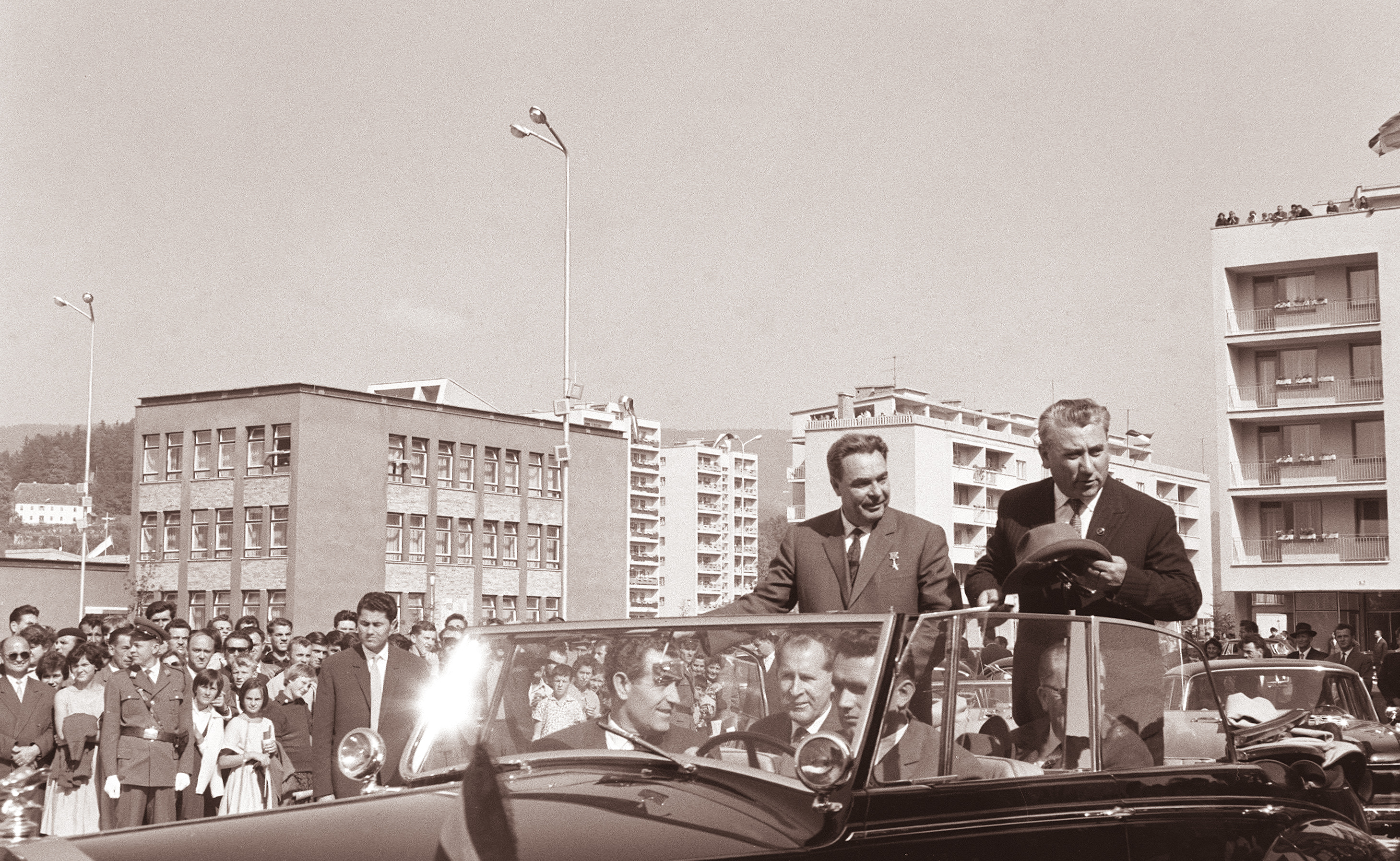
Ranković (rechts) mit dem sowjetischen Staatsoberhaupt Leonid Breschnew bei dessen Staatsbesuch (Velenje, 1962)

In den 1960er Jahren opponierte Ranković im Bund der Kommunisten Jugoslawiens (BdKJ) gegen den Umbau der politischen Strukturen Jugoslawiens, der die föderalen Elemente stärkte. Er verhinderte insbesondere die Erweiterung der bereits in der jugoslawischen Verfassung von 1946 bestehenden Autonomierechte für die beiden serbischen Provinzen Kosovo und Metochien und Vojvodina und ließ Kosovo-Albaner durch die Geheimpolizei UDB bzw. SDB als mögliche Staatsfeinde verfolgen und auf bloßen Verdacht hin liquidieren.
Reformer innerhalb der kommunistischen Partei erreichten im Juli 1966 die Entlassung Rankovićs aus seinen politischen Ämtern. Ihm wurde vorgeworfen, die UDB zu einem Staat im Staate ausgebaut zu haben, der sogar Tito mit Abhöranlagen überwacht habe. Dieser reagierte erst, als Abhöranlagen auch in seinem eigenen Schlafzimmer entdeckt worden waren. Am 16. Juni 1966 wurde eine Untersuchungskommission eingesetzt, deren Ermittlungen die Vorwürfe gegen Ranković bestätigten. Bereits am 1. Juli 1966 wurde Ranković auf dem IV. Plenum des Zentralkomitees des BdKJ aller Ämter enthoben, jedoch auf Anweisung Titos nicht weiter bestraft.
Eine spätere Sonderkommission der jugoslawischen Regierung stellte im Kosovo zahlreiche Fälle von Machtmissbrauch, Verhaftungen, Folterungen und etwa 70 Morde an Kosovo-Albanern fest, die von Rankovićs Polizeieinheiten begangen worden waren.

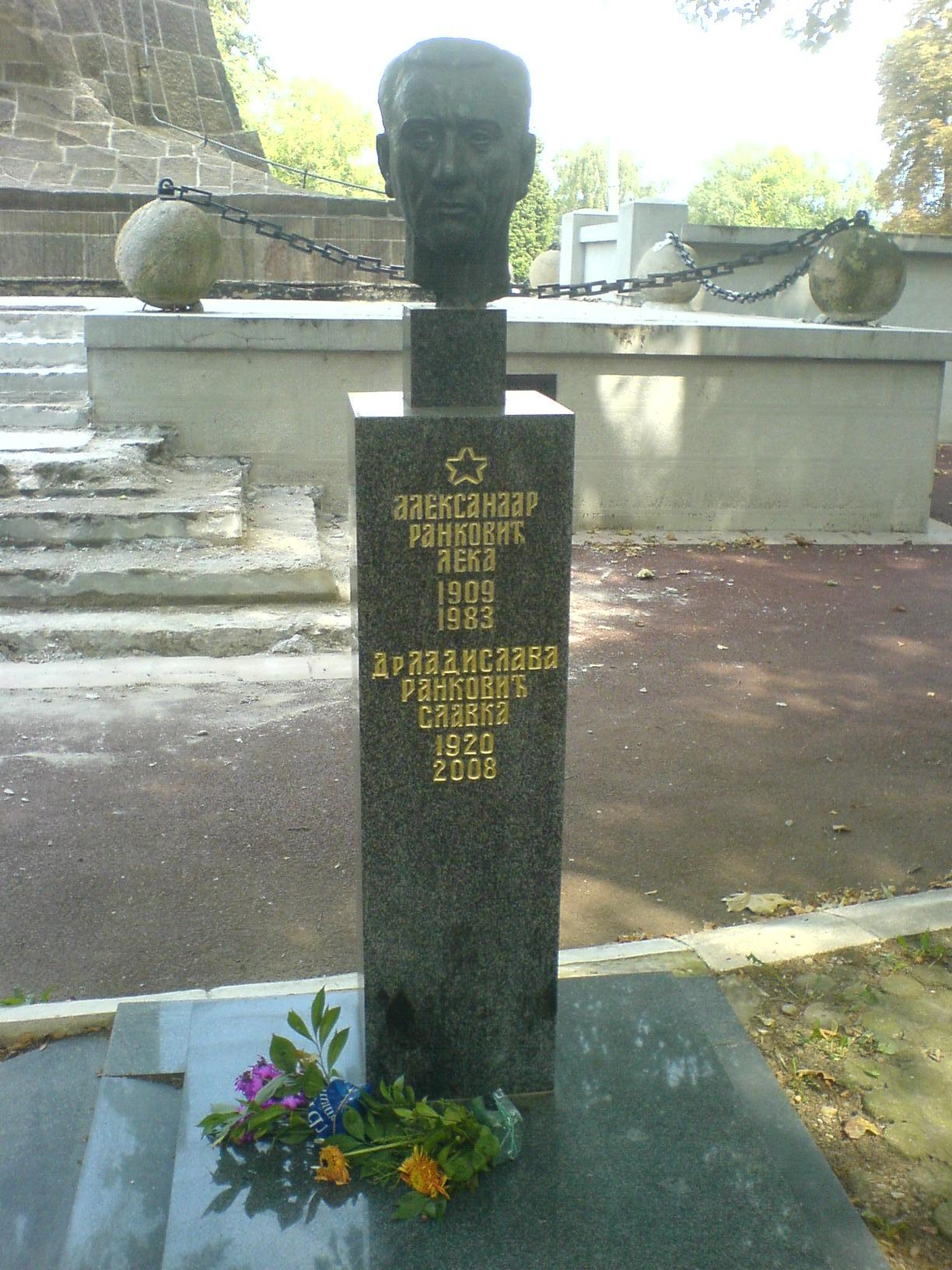
Rankovićs Grabmal in der „Aleja velikana“ (Allee der Großen) auf dem Zentralfriedhof „Novo Groblje“ der serbischen Hauptstadt Belgrad (2008)

Ranković verbrachte den Rest seines Lebens in Dubrovnik (heute Republik Kroatien), wo er 1983 in seinem 74. Lebensjahr starb. Vermutlich aufgrund seiner eisernen Politik gegenüber den Kosovo-Albanern galt er bei vielen Serben als Beschützer serbischer Interessen. Seine Beerdigung im August 1983 in Belgrad mit etwa 100.000 Teilnehmern wurde zu einer der ersten serbisch-nationalistischen Versammlungen nur wenige Jahre vor dem Zerfall Jugoslawiens.